# Anthocoris amplicollis
Anthocoris amplicollis is een wants uit de familie van de bloemwantsen (Anthocoridae). De soort werd het eerst wetenschappelijk beschreven door Géza Horváth in 1893.

## Uiterlijk
De licht tot donkerbruine wants is macropteer (langvleugelig) en kan 3.5 tot 4.5 mm lang worden. De wants heeft een zwarte kop, zwart halsschild en zwart scutellum. De voorvleugels zijn lichtbruin tot zwartbruin en zijn bedekt met lichte haartjes. Van het uiteinde van het ondoorzichtige deel van de voorvleugels, de cuneus, is het onderste gedeelte glanzend, het gedeelte daarboven is mat. Het zwarte vliezige gedeelte van de vleugels heeft aan de zijkant een witte vlek aan de zijkant. De antennes zijn geheel zwart, de pootjes zijn zwartbruin met bruine schenen.

## Leefwijze
De wants doorstaat de winter als volgroeide wants en de soort kent één enkele generatie per jaar. De nieuwe generatie is vanaf juli te vinden en de volwassen dieren kunnen worden aangetroffen van april tot oktober op es (Fraxinus excelsior). Ze jagen daar op de wolbladluis (Prociphilus bumeliae).

## Leefgebied
De soort is in Nederland zeer zeldzaam. Het verspreidingsgebied strekt zich uit van Noord- en Midden-Europa tot aan de Kaukasus.